# Gouinia latifolia
Gouinia latifolia är en gräsart som först beskrevs av August Heinrich Rudolf Grisebach, och fick sitt nu gällande namn av George Vasey. Gouinia latifolia ingår i släktet Gouinia och familjen gräs. Inga underarter finns listade i Catalogue of Life.